# Mikolaj Habdank Kruszewski
Mikolaj Habdank Kruszewski (Luc'k, 1851 – Kazan', 12 novembre 1887) è stato un linguista polacco.
Con il suo maestro e collega Baudouin de Courtenay (1845-1929) viene considerato come uno fra i più importanti precursori dello strutturalismo linguistico.

## Biografia
Dopo avere studiato all'università di Varsavia, vi si laureò nel 1875 con una tesi sulle Formule magiche russe, opera in cui provava a ricondurre i fenomeni linguistici e folcloristici ai loro fondamenti logici e psicologici.
Dai suoi paralleli studi filosofici aveva tratto la convinzione che la linguistica, per essere davvero scienza, deve proporsi di scoprire le regolarità latenti e le leggi generali che governano ciò che egli chiamava il sistema strutturale della lingua.
Professore all'università di Kazan' dal 1880, si impegnò a creare una linguistica generale più comprensiva della linguistica storica allora trionfante: un progetto fenomenologico condiviso da Baudouin e che costituisce la caratteristica originale di quella che si sarebbe poi chiamata la Scuola di Kazan'.
Le tesi di Kruszewski si trovano esposte nel Profilo della scienza del linguaggio (1883) e in pochi altri lavori, tra cui si devono menzionare quelli sull'Analogia e etimologia popolare (1879) e sul Mutamento fonetico (1881), nonché un Corso di grammatica francese pubblicato postumo (1891).